# Schonstett
Schonstett là một đô thị tại huyện Rosenheim bang Bayern thuộc nước Đức.

## Links
- History of Schonstett (in German)[liên kết hỏng]